# در آتش
در آتش (انگلیسی: On the Fire) فیلمی به کارگردانی هال روچ است که در سال ۱۹۱۹ منتشر شد. از بازیگران آن می‌توان به هارولد لوید، لو هاروی، مارگارت جاسلین، ببه دنیلز، سمی بروکس، دوروثیا والبرت، دی لمپتون، والاس هاو و ماری موسکینی اشاره کرد.